# Aulaconotus
Aulaconotus is een kevergeslacht uit de familie van de boktorren (Cerambycidae). De wetenschappelijke naam van het geslacht werd voor het eerst geldig gepubliceerd in 1864 door Thomson.

## Soorten
Aulaconotus omvat de volgende soorten:
- Aulaconotus atronotatus Pic, 1927
- Aulaconotus gracilicornis Makihara & A. Saito, 1985
- Aulaconotus grammopterus Breuning, 1940
- Aulaconotus incorrugatus Gressitt, 1939
- Aulaconotus pachypezoides Thomson, 1864
- Aulaconotus satoi Hasegawa, 2003
- Aulaconotus semiaulaconotus (Hayashi, 1974)
- Aulaconotus szetschuanus Breuning, 1968